# Novocrania rostrata
Novocrania rostrata är en armfotingsart som först beskrevs av Hoeninghaus 1828.  Novocrania rostrata ingår i släktet Novocrania och familjen Craniidae. Inga underarter finns listade i Catalogue of Life.